# Alando, Haute-Corse
Alando là một xã ở tỉnh Haute-Corse trên đảo Corse, Pháp. Xã này có diện tích 3,95 km², dân số năm 1999 là 23 người. Khu vực này có độ cao 660 mét trên mực nước biển.